# TV-Night
TV-Night är en singel av punkrockbandet Sator från 1999.